# Deslizamento de terra em Gansu em 2010
O deslizamento de terra de Gansu de 2010 foi um deslizamento de terra mortal no condado de Zhouqu, província de Gansu, prefeitura autônoma tibetana de Gannan, China, que ocorreu à meia-noite de 8 de agosto de 2010. As inundações foram desencadeadas depois que décadas de práticas de corte raso reduziram a capacidade da bacia hidrográfica de absorver chuvas fortes.
Foi o desastre individual mais mortal das inundações de 2010 na China. Os deslizamentos de terra mataram mais de 1 471 pessoas até 21 de agosto de 2010, enquanto outras 1 243 pessoas foram resgatadas e 294 continuam desaparecidas. Os desaparecidos foram considerados mortos quando as autoridades ordenaram que os moradores parassem de procurar sobreviventes ou corpos para evitar a propagação da doença. Mais de 1 700 pessoas evacuadas vivem em escolas.